# 深圳大学教育学部
深圳大学教育学部是深圳大学下属的行政管理学部，成立于1994年，下设教育学院、教育研究院和教师发展学院。

## 历史沿革

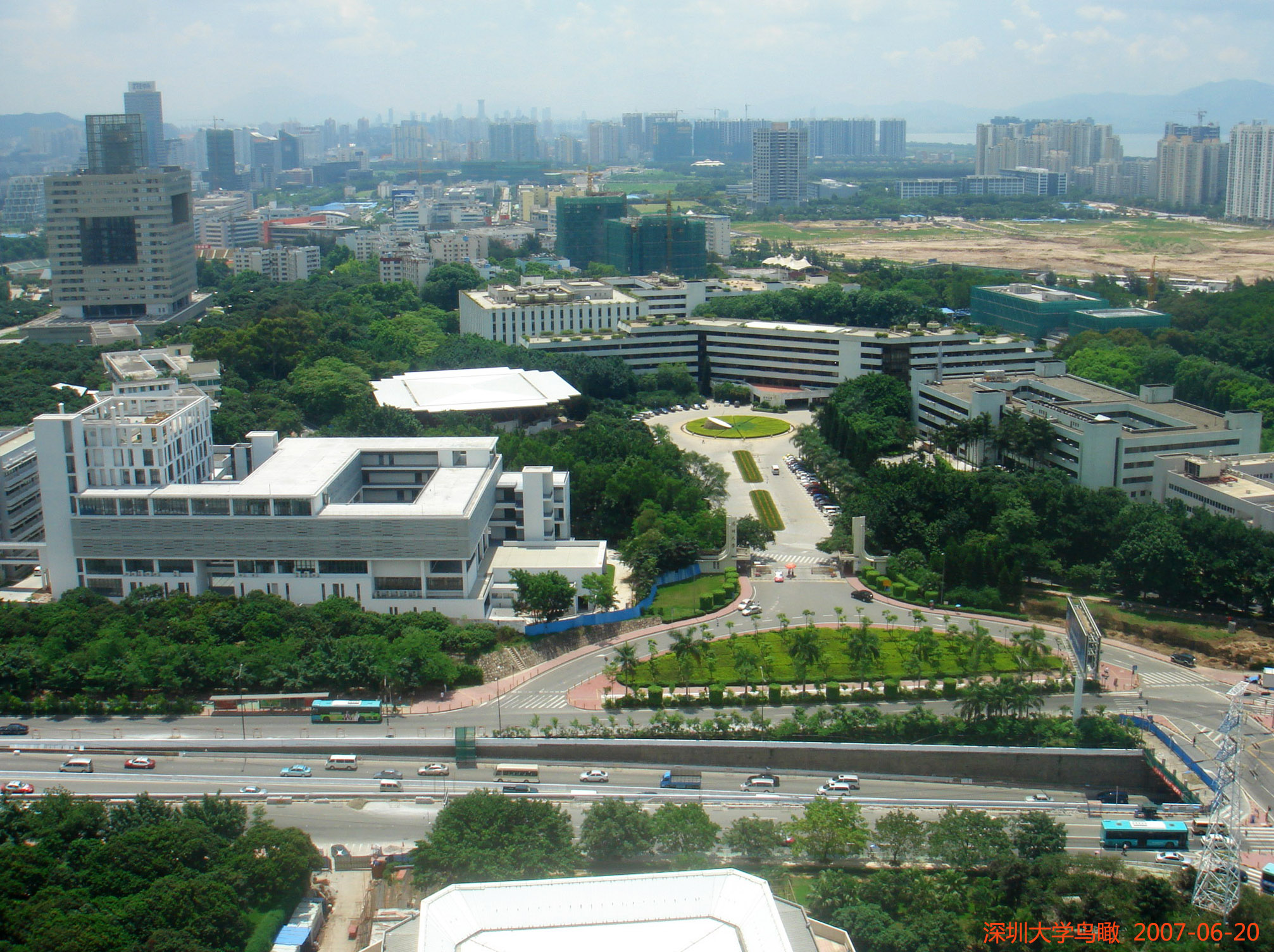
深圳大学鸟瞰图，教育学部位于图片左侧

### 深圳师专时期
- 1947年，宝安县政府在南头设立宝安县立简易师范学校[1]。中华人民共和国成立后，宝安县简易师范学校被并入了宝安县第一中学（今南头中学），开设宝安县第一中学师范班，随后遭到广东省文教厅的严厉批评“合并前不请示上级，合并后才告知”，1955年师范班停办。[2]
- 1959年，宝安县政府设立宝安县师范学校[3]。
- 1984年，5月，宝安县师范学校升格为深圳师范专科学校[4]。

### 师范学院时期
- 1994年，9月，深圳师范专科学校并入深圳大学，成立深圳大学师范学院[4]，设立中文、数学、英语、物理、化生、教育、艺术7个系。
- 1996年，4月，深圳大学师范学院附属中学获批成立[5]；6月，师范学院正式挂牌成立，具有独立法人资格。
- 2006年，6月，师范学院和原理学院、原文学院进行资源重组[6]，中文、数学、英语、物理、化生等5个系成为独立的学院；新增体育教育本科专业。
- 2008年，新增运动训练本科专业[7]。
- 2012年，3月，新增播音与主持艺术本科专业[8]；5月，由中国音协、深圳大学、深圳广电集团三方联合组建的金钟音乐学院成立[9][10]。
- 2015年，1月，高尔夫学院并入师范学院，播音与主持专业调入传播学院[11]；4月，新增汉语国际教育本科专业[12]，取代对外汉语教育（师范）专业方向；6月，心理学系并入心理与社会学院[13]。

### 师范学院（教育学部）时期
- 2017年，11月，师范学院进行学部制改革，院名扩展为师范学院（部），下设教育学院、艺术学院、体育学院、附属教育集团[14]。
- 2018年，3月，新增休闲体育本科专业，吸收合并汉语言文学（文化旅游）和工商管理（高尔夫管理）等专业方向；5月，与深圳交响乐团合作成立深圳大学爱乐乐团[15]；6月，深圳大学师范类专业首次在广东省提前批招生[16]；12月，深圳大学附属教育集团成立[17]。

- 2019年，1月，师范学院（部）更名为师范学院（教育学部），心理与社会学院调入并更名为心理学院，下设教育学院、心理学院、体育学院、附属教育集团，原艺术学院（除学前教育系外）并入艺术学部[18]。
- 2020年，3月，新增学前教育本科专业，取代音乐学（培养幼儿教育人才）专业方向[19]。
- 2021年，4月，原西南大学副校长靳玉乐教授出任教育学部主任；6月，新增心理学卓越班招生，实行本研一体化培养[20]。

### 教育学部时期
- 2022年，1月，为推进巡视整改工作，理顺师范学院体制机制，师范学院（教育学部）进一步拆分为教育学部、心理学院和体育学院[21][22]；10月，与深圳市妇女联合会签约共建深圳市家庭教育研究院[23]。
- 2024年，9月，获批教育学一级学科博士点、教育专业学位博士点[24]。

## 管理团队
| 主任 - 靳玉乐 | 党委书记 - 李臣 | 执行主任 - 李均 |

| 党委副书记 - 吴长贤 | 副主任兼湾区教育研究院院长 - 赵明仁 | 副主任兼教育学院院长 - 曹晓明 | 副主任 - 李鹏虎 |

## 组织机构

### 教学科研机构

师范学院（教育学部）时期院徽

| 学院         | 学系                       | 本科专业               | 硕士专业 | 博士专业                   |
| ------------ | -------------------------- | ---------------------- | --- | -------------------------- |
| 教育学院     | 教育系                     | 不招生                 | 不负责硕士、博士研究生招生 | 不负责硕士、博士研究生招生 |
| 教育学院     | 教育信息技术系             | 教育技术学（智能教育） | 不负责硕士、博士研究生招生 | 不负责硕士、博士研究生招生 |
| 教育学院     | 学前教育系                 | 学前教育               | 不负责硕士、博士研究生招生 | 不负责硕士、博士研究生招生 |
| 教育研究院   | 湾区教育研究院             | 不负责本科生招生       | 教育学（学术学位） - 高等教育学 - 课程与教学论 - 教育学原理 - 教师教育 - 教育技术学 - 学前教育学 | 教育学（学术学位）         |
| 教育研究院   | 基础教育与教师发展研究中心 | 不负责本科生招生       | 教育学（学术学位） - 高等教育学 - 课程与教学论 - 教育学原理 - 教师教育 - 教育技术学 - 学前教育学 | 教育学（学术学位）         |
| 教育研究院   | 高等教育研究所             | 不负责本科生招生       | 教育学（学术学位） - 高等教育学 - 课程与教学论 - 教育学原理 - 教师教育 - 教育技术学 - 学前教育学 | 教育学（学术学位）         |
| 教育研究院   | 课程与教学研究所           | 不负责本科生招生       | 教育学（学术学位） - 高等教育学 - 课程与教学论 - 教育学原理 - 教师教育 - 教育技术学 - 学前教育学 | 教育学（学术学位）         |
| 教育研究院   | 学前教育研究所             | 不负责本科生招生       | 教育学（学术学位） - 高等教育学 - 课程与教学论 - 教育学原理 - 教师教育 - 教育技术学 - 学前教育学 | 教育学（学术学位）         |
| 教育研究院   | 智能教育研究中心           | 不负责本科生招生       | 教育学（学术学位） - 高等教育学 - 课程与教学论 - 教育学原理 - 教师教育 - 教育技术学 - 学前教育学 | 教育学（学术学位）         |
| 教师发展学院 | 教师发展学院               | 不负责本科生招生       | 现代教育技术（专业学位） 人工智能（教育）（专业学位） 学前教育（专业学位） 小学教育（专业学位） 教育管理（专业学位，非全日制） 学科教学（专业学位） - 语文（与人文学院合作，非全日制） - 数学（与数学与统计学院合作，非全日制） - 英语（与外国语学院合作，非全日制） - 生物（与生命与海洋科学学院合作） - 思政（与马克思主义学院合作，非全日制） | 教育（专业学位）           |

### 行政办公室
- 党政办公室
  - 联合教育中心
- 教务办公室
  - 教学能力发展中心
- 学生工作办公室
  - 团委
- 学科与科研办公室

## 知名学者
- 靳玉乐：课程与教学论学者，中组部“万人计划”哲学社会科学领军人才，深圳大学教育学部主任、文科资深教授，曾任西南大学副校长[25]。
- 李树英：教育现象学者，“长江学者”讲座教授，曾任澳门城市大学协理副校长、东莞城市学院执行校长[26]。
- 傅维利：教育理论学者，深圳大学湾区教育研究院名誉院长、特聘教授，曾任辽宁师范大学校务委员会副主任。